# Haus zum Wachtelkorb

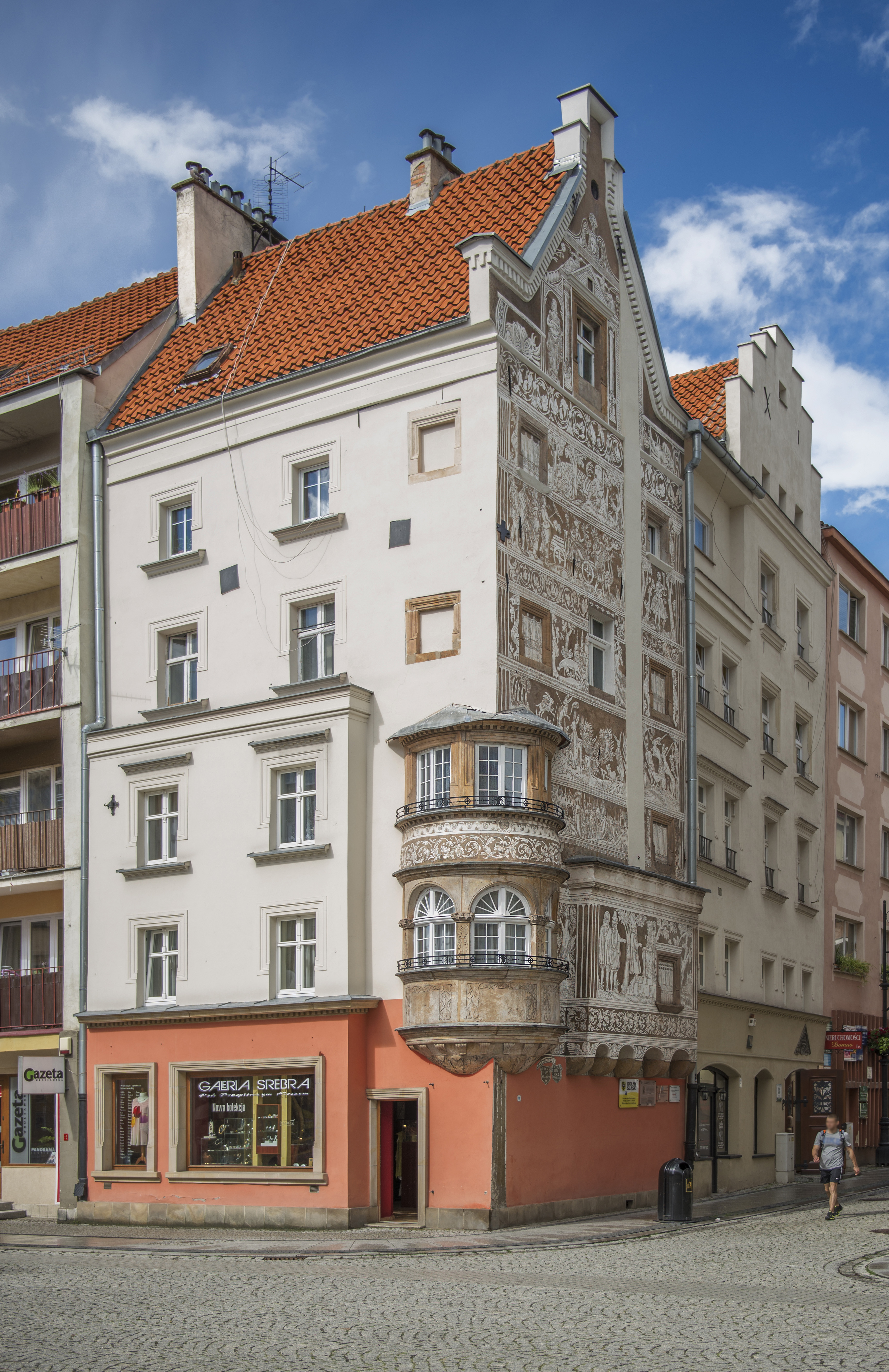
Haus zum Wachtelkorb (2017)

Das Haus zum Wachtelkorb (poln. Dom Pod Przepiórczym Koszem) ist ein Wohn- und Geschäftshaus in der niederschlesischen Stadt Legnica (dt. Liegnitz) in Polen. Es befindet sich im inneren Block des Liegnitzer Rings mit der Adresse Rynek 38.

## Geschichte
Das Haus zum Wachtelkorb entstand zu Beginn des 16. Jahrhunderts. In der zweiten Hälfte des 16. Jahrhunderts wurde das Gebäude im Stil der Renaissance umgestaltet. Dabei erhielt es an der Südfassade Bilder mit einer Sgraffitotechnik, die bis heute erhalten ist. Die Bilder zeigen unter anderem den Triumphzug der Ceres, eine Hirschjagd, Darstellung von Hunden und Katzen sowie allegorische Figuren.
Der Name des Hauses leitet sich vom runden Erker an der Südostecke ab.